# Guntram Hämmerle

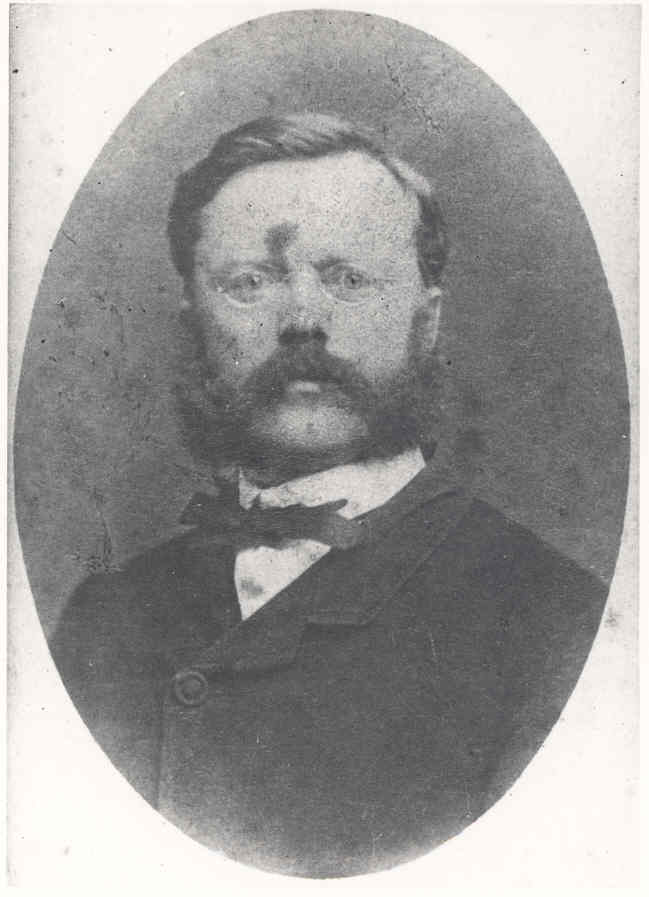
Guntram Hämmerle

Johann Baptist Guntram Hämmerle (* 28. März 1821 in Dornbirn; † 7. Jänner 1875 in Innsbruck) war ein österreichischer Jurist und Politiker. Hämmerle war von 1869 bis 1870 Abgeordneter zum Vorarlberger Landtag.

## Leben
Guntram Hämmerle wurde am 28. März 1821 als Sohn des k.u.k. Landesgerichtsaktuars Johann Baptist Hämmerle und dessen Frau Maira Anna Walburga Azger in Dornbirn im Vorarlberger Rheintal geboren. Nach dem Besuch des Gymnasiums in Feldkirch absolvierte Hämmerle ein Studium der Rechtswissenschaften. 1849 wurde er in der Folge Aktuar am Gericht in Tione di Trento, anschließend 1850 Staatsanwaltssubstitut in Cles und 1854 in Trient. Hämmerle heiratete am 4. Juli 1852 in Cles mit Helene Setti, mit der er insgesamt neun gemeinsame Kinder bekam. Ab dem Jahr 1855 war er schließlich als Staatsanwalt tätig, zunächst am k.u.k. Kreisgericht in Rovigo, 1856 in Padua und letztlich ab 1866 zurück in Vorarlberg am k.u.k. Kreisgericht für Vorarlberg in Feldkirch. Am 3. Juli 1869 wurde Guntram Hämmerle Oberlandesgerichtsrat in Innsbruck, wo er in der Folge auch supplierender Professor für Zivilrecht an der juridischen Fakultät der Universität Innsbruck wurde.
Politisch wurde Guntram Hämmerle in der Liberalen Partei tätig, für die er am 27. September 1869 als Abgeordneter der Landgemeinden des Wahlbezirkes Feldkirch-Dornbirn im Vorarlberger Landtag angelobt wurde. Dem Landtag gehörte er in dessen zweiter Gesetzgebungsperiode bis 1870 an. Außerdem mitbegründete Hämmerle den (liberalen) Verein der Verfassungsfreunde in Vorarlberg und war zeitweise Obmannstellvertreter des Liberalen konstitutionellen Vereins für Vorarlberg. Am 7. Juni 1869 wurde Guntram Hämmerle zum Ehrenbürger der Stadt Hohenems ernannt.